# Альянс раввинов в мусульманских государствах
Альянс раввинов в мусульманских государствах (англ. Alliance of Rabbis in Islamic States, ARIS) — это союз раввинов, проживающих в мусульманских странах. Он был создан в декабре 2019 года с целью поддержки еврейской жизни в регионе.
Его работу одобрил главный раввин Израиля Ицхак Йосеф. Деятельность ведется в соответствии с директивами Галахи.

## Структура и офисы
Раввин Менди Читрик, Глава раввинов Стамбульской ашкеназской синагоги, был избран председателем Альянса.
Совет президиума Альянса:
- Раввин Шимон Гад Эльтув, представляющий Совет главного раввината Израиля[7]
- Рабби Авраам Хамра, главный раввин Сирии[8]
- Рабби Гад Боускила, раввин Общины Netivot Yisrael Марокканского сообщества в Бруклине, Нью-Йорк[9]
- Рабби Рафаэль Дэвид Бэнон, Бейт дин в Монреале, Марокканского сообщества в Монреале[10]
- Раввин Хаим Битан, главный раввин в Тунисе[11]

Альянс представляет интересы раввинов еврейского происхождения всех этнических групп: Сефарды, Ашкеназы, Хабад и общины раввинов, которые живут в Албании, Азербайджане, Марокко, Нигерии, Турции, Тунисе, Иране, Казахстане, Косово, Кыргызстане, ОАЭ, Уганде, Узбекистане и других странах.
Раввины, служащие в общинах других регионов мусульманского большинства (Северный Кипр, российские республики Татарстан и Башкортостан), также имеют представителей в Альянсе. В настоящее время Союз состоит из 40 раввинов, и они постоянно живут в исламском мире.
Есть и другие региональные раввины, такие как РСА (Раввинский Совет Америки) в Соединенных Штатах и СРЕ (Совет раввинов Европы) в Европе, однако, Альянс является первой такой организацией в исламском мире.

## Деятельность
Основной целью Альянса раввинов является поддержка работы раввинов и лидеров сообществ, а также развитие еврейской жизни и культуры в мусульманских странах.
Альянс также выступает в роли советника для правительств и других организаций по всем вопросам сосуществования, толерантности и мира.
Отдельной задачей поставлена забота об изолированных лицах и общинах в мусульманском мире.
Раввины выступают за мирную жизнь с мусульманами.